# Kopalnia Zollern
Kopalnia Zollern – kopalnia węgla kamiennego znajdująca się w Dortmundzie.

## Opis
Kopalnię zaczęto budować w 1898 roku, a skończono w 1904. Kopalnia jest położona w Zagłębiu Ruhry. W latach 1910–1920 pracowało tam ponad 2 500 górników. Niedaleko od kopalni położone jest specjalne osiedle dla górników. Do 1945 w kopalni pracowali niewolnicy. W 1966 roku zamknięto kopalnię, a trzy lata później wpisano ją na listę zabytków. Najbardziej znanym obiektem jest hala maszyn, którą odrestaurowano w 2010 roku. Po zamknięciu była kopalnia funkcjonuje jako muzeum, które jest wpisane na listę zabytków w Dortmundzie.

## Galeria

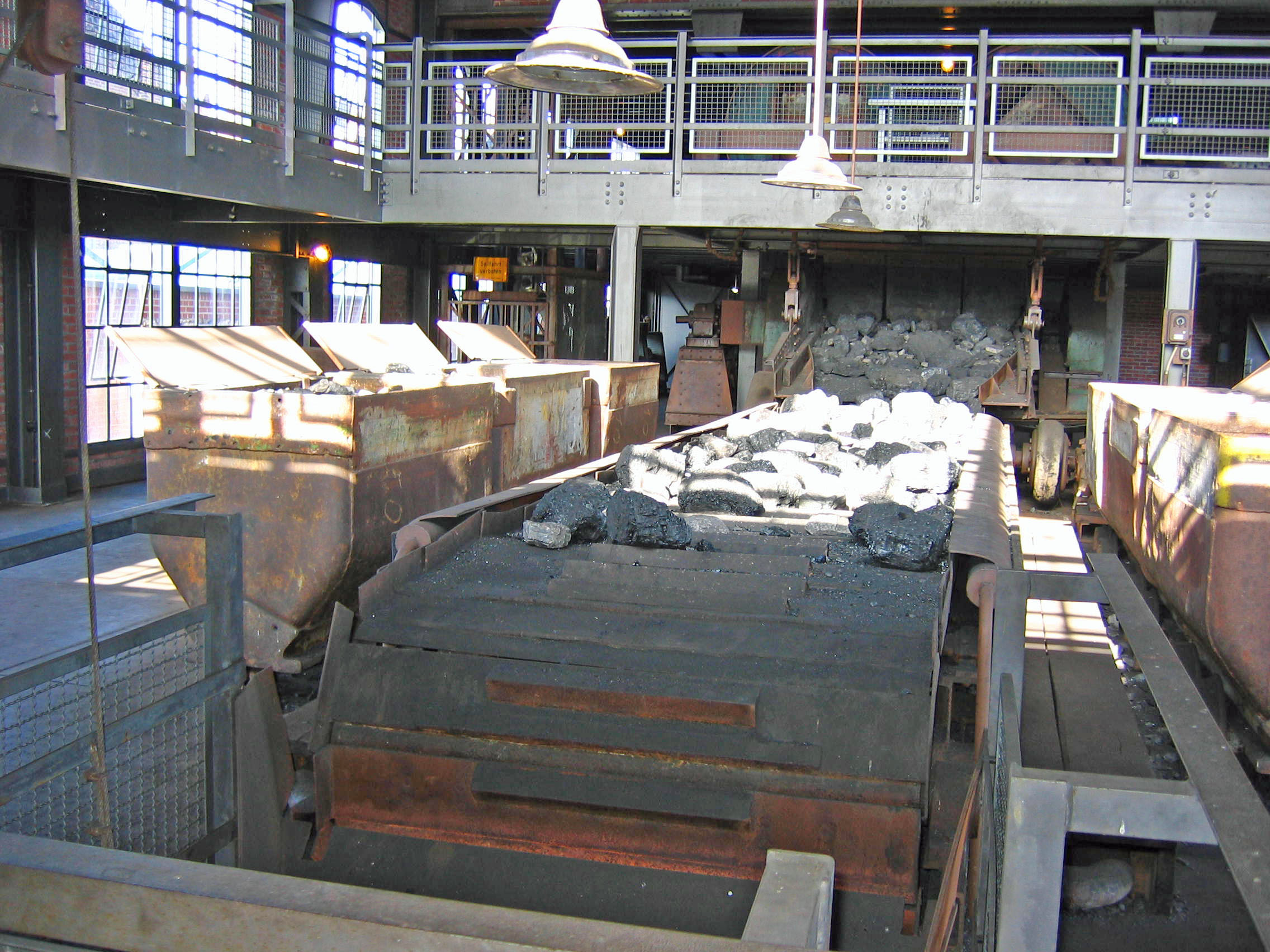
Widok w środku
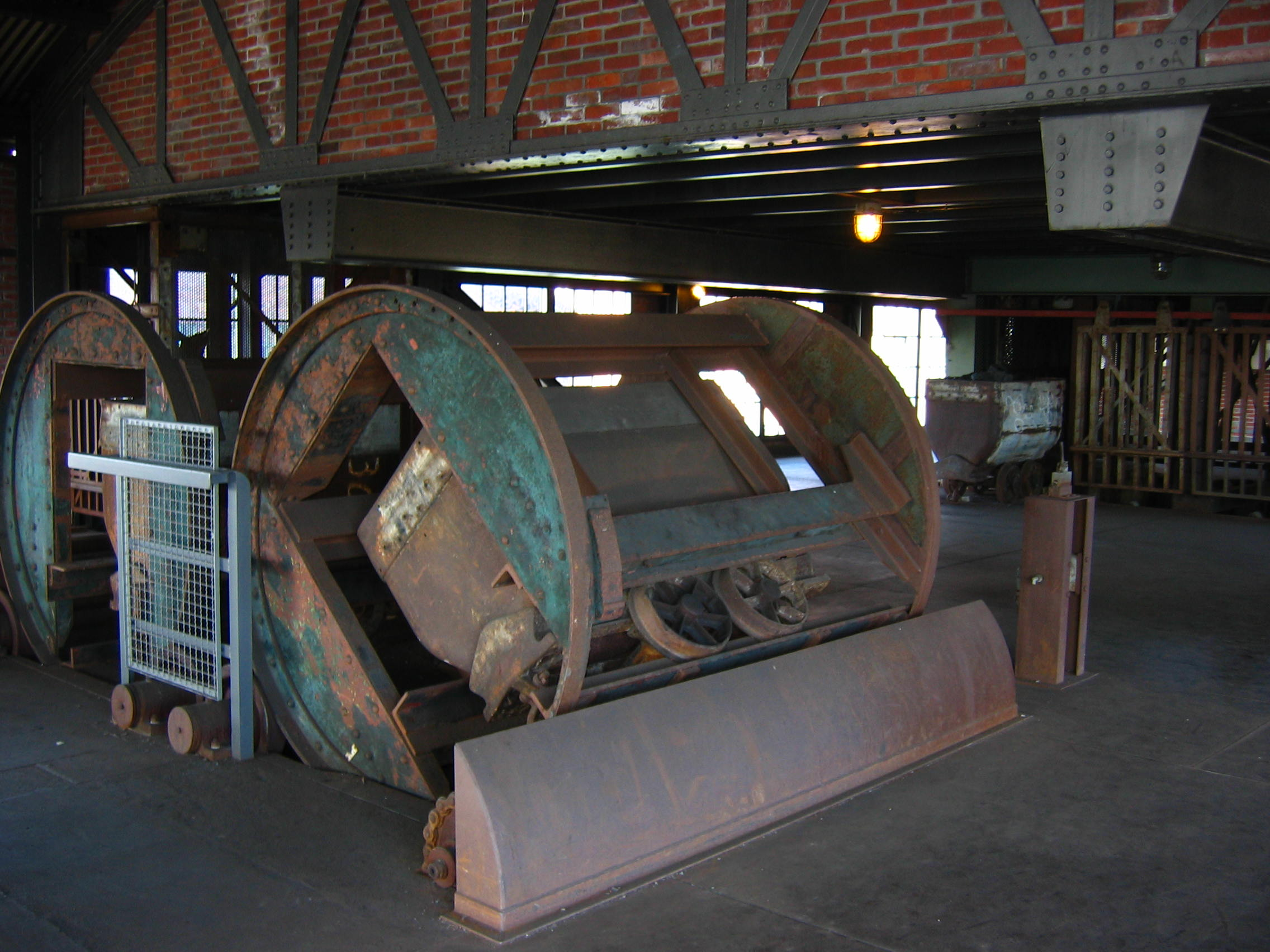
Maszyna
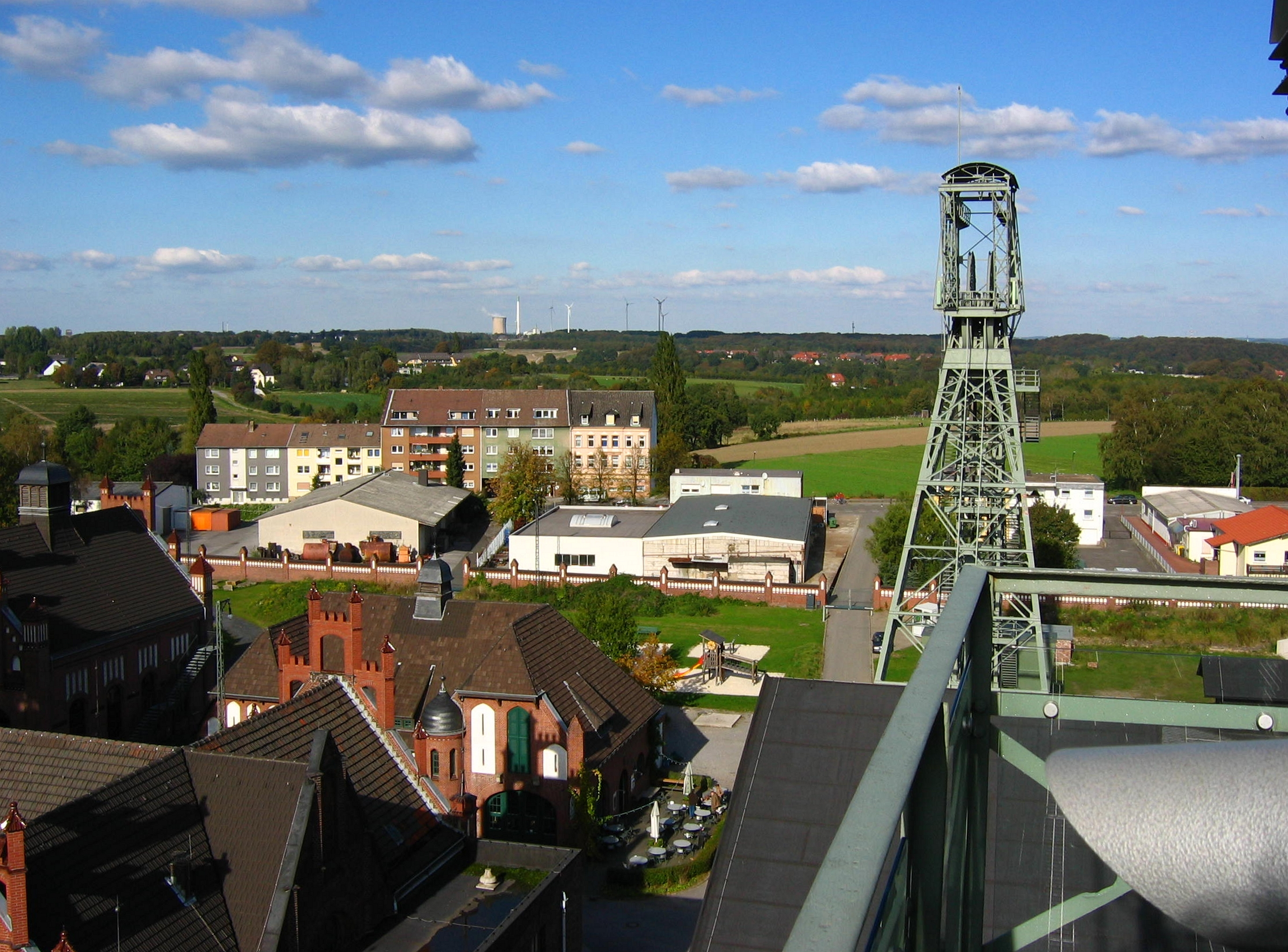
Widok na szyb